# Bollasjön
Bollasjön är en sjö i Karlskrona kommun i Blekinge och ingår i Lyckebyån-Nättrabyåns kustområde. Sjön har en area på 0,18 kvadratkilometer och ligger 79 meter över havet. Sjön avvattnas av vattendraget Silletorpsån.

## Delavrinningsområde
Bollasjön ingår i det delavrinningsområde (624168-148708) som SMHI kallar för Utloppet av Södra Sillsjön. Medelhöjden är 96 meter över havet och ytan är 34,2 kvadratkilometer. Räknas de 2 avrinningsområdena uppströms in blir den ackumulerade arean 91,91 kvadratkilometer. Avrinningsområdets utflöde Silletorpsån mynnar i havet. Avrinningsområdet består mestadels av skog (62 procent), öppen mark (14 procent) och jordbruk (13 procent). Avrinningsområdet har 0,8 kvadratkilometer vattenytor vilket ger det en sjöprocent på 2,3 procent. Bebyggelsen i området täcker en yta av 1,1 kvadratkilometer eller 3 procent av avrinningsområdet.